# Prase filipínské
Prase filipínské (Sus philippensis) je prase žijící na Filipínách, které může obývat množství biotopů až do nadmořské výšky 2 800 m n. m. Běžně se však vyskytuje již jen v odlehlých lesích ostrova.

## Systematika
Populace všech filipínských prasat byly původně řazeny do dvou druhů. Populace ze středních a východních Filipín byly přiřazovány k druhu prase celebeské (Sus celebensis), zatímco západofilipínské populace náležely k druhu prase vousaté (Sus barbatus). Příbuzenský vztah populací ze středních a východních Filipín s prasetem celebeským se nicméně ukázal býti pochybným a tyto populace se navíc odlišovaly jak od prasete vousatého, tak od sebe navzájem. Tyto populace byly prozatímně hodnoceny jako poddruhy prasete vousatého: S. b. cebifrons a S. b. philippensis, později došlo k osamostatnění obou druhů (prase visajanské a prase filipínské).
U prasete filipínského byly určeny tři poddruhy: S. p. philippensis, S. p. mindanensis a S. p. oliveri. Sus oliveri byl později také určen samostatným druhem (Groves 1997, 2001; Groves and Grubb 1993), osamostatnění dvou zbývajících forem bylo doporučeno T. Ozawou po analýze mitochondriální DNA. Rozmanitost prasatovitých na Filipínách je tedy obrovská, po Indonésii největší na světě.

## Popis
Samci prasat filipínských měří 127 až 129 cm, samice 124 až 125 cm, samci mají také na rozdíl od samic velké zuby, které jim vyčnívají z tlamy. Na štíhlých končetinách rostou čtyři prsty, z nichž prase filipínské používá k chůzi jen dva. Ocas, měřící u samců 13 až 14 cm a u samic 11 až 12 cm, je na konci porostlý černými chlupy. Rypák je dlouhý, oči a uši drobné. Drsná kůže má načernalé zbarvení, na bocích stříbřité. Během období rozmnožování se samcům vytváří výrazná hříva na hlavě a krku.
O chování nebylo získáno dostatečné množství informací. Druh je převážně noční, žijící ve skupinkách složených ze sedmi až dvanácti jedinců, ale lze potkat také solitérně žijící samce, v období rozmnožování pak páry. Období páření nastává pravděpodobně v období sucha. Samice v ukrytém zálehu porodí čtyři až pět, maximálně osm selat. Prase filipínské je býložravec, vyrývá ze země kořeny, hlízy a listy. Je obyčejně plaché, avšak pokud je zahnáno do úzkých nebo chrání mláďata, stává se nebezpečným protivníkem.

## Ohrožení
Nebezpečí pro prasata na Filipínách představuje ztráta přirozeného prostředí. Z celkového množství lesů, které původně pokrývaly 94 % povrchu Filipín, zbylo v roce 1988 jenom asi 21 %, navíc jenom malé množství území spadá pod chráněné oblasti. Nebezpečí představuje také lov probíhající i v rezervacích, a to jak ze strany sportovních lovců, tak zemědělců, kteří v prasatech vidí škůdce. Maso putuje na místní trhy nebo do restaurací, kde je prodáváno za dvojnásobnou cenu normálního vepřového. Nebezpečí pro tento druh způsobuje rovněž křížení s divokými prasaty (Sus scrofa), potvrzené například z ostrova Luzon a Mindanao. Mezinárodní svaz ochrany přírody hodnotí prase filipínské jako zranitelný druh, chráněno je filipínskými zákony, i když jejich vymáhání je mnohdy nedostatečné. Na Filipínách jsou prasata chována v zoologických zahradách či soukromých chovech, ale většinou jen jednotlivé kusy bez chovného účelu.